# Sandro Overend Rigillo
Mons. Sandro Overend Rigillo (* 31. ledna 1959 Sliema, Malta) je maltský římskokatolický duchovní a od roku 2023 apoštolský vikář bengházský.

## Život
Sandro Overend Rigillo vstoupil do noviciátu v maltské provincii Řádu Františkánů a své věčné sliby složil 12. září 1982. Studium filozofie a teologie ukončil na Národním institutu církevních a náboženských studií na Maltě a na teologickém institutu Antonianum v Bologni. Za kněze byl vysvěcen 29. června 1984.
V letech 1997 až 2019 sloužil Řádu Františkánů v různých oblastech. Byl rektorem studentů na Papežské univerzitě Antonianum v Římě (1996 – 2003), generálním sekretářem řádu a koordinátorem kanceláří Generální kúrie v Římě byl v letech 2003 – 2006. V letech 2008 – 2014 byl provinciálem provincie San Paolo. Vykonával také funkci Strážce bratrstva Santa Maria Mediatrice v Římě a byl také delegátem generálního sekretáře pro Františkánské mise v Libyi a v letech 2015 – 2018 byl také členem Liturgické komise řádu. Od 8. prosince 2019 byl jmenován apoštolským administrátorem dvou vikariátů římskokatolické církve nacházejících se v Libyi: Apoštolského vikariátu Benghází a Apoštolského vikariátu Derna.

### Apoštolský vikář bengházský
Papež František jej jmenoval 6. apoštolským vikářem bengházským 16. července 2023. Přítomnost silné maltské komunity v Libyi během 20. století byla podnětem k rozvoji této mise římskokatolické církve, zejména pro potřeby maltských migrantů. Vikariát v Bengázi byl ustanoven v roce 1927. V současnosti se práce františkánů soustřeďuje výlučně na pastoraci pracovníků z řad přistěhovalců v Libyi.
Biskupské svěcení Sandro Overend Rigillo přijal 22. srpna 2023 ve Svatyni Panny Marie Nejsvětějšího Srdce (maltsky: Santwarju Marjan tas-Sacro Cuor) v Sliemě od apoštolského nuncia na Maltě, arcibiskupa Savia Hon Tai-Faia. Spoluzasvětiteli byli maltský arcibiskup Charles Scicluna a apoštolský vikář Tripolisu, biskup George Bugeja.

## Erb
Autorem biskupova osobního církevního erbu je slovenský heraldik Marek Sobola, rodák ze Žiliny.